# 41M Turán
A 41M Turán magyar nehéz harckocsi, amelyet a 40M Turán típusból fejlesztettek tovább. Turán 75 vagy Turán II néven is ismert (a „nehézharckocsi” megnevezés a korabeli magyar terminológia szerinti).
A harci tapasztalatok már 1941-ben azt mutatták, hogy egy korszerű harckocsinak legalább 75 mm-es löveggel kell rendelkeznie. A Honvéd Vezérkar által szorgalmazott harckocsit a 40 mm-es löveggel felszerelt 40M Turánból alakították ki. A gyártás mielőbbi megkezdése érdekében a páncéltestet és a toronykoszorú méreteit nem akarták megváltoztatni, így csak egy rövid csövű, kevésbé hatásos löveg beépítésére volt mód. Prototípusa 1942 februárjában készült el. A Honvédség számára az 1941 júniusában megrendelt 309 db-os második Turán-sorozatból 222 db már a nehéz kivitelben, 41M Turánként készült el. Bár méreteit, páncélzatát és teljesítményét tekintve közepes kategóriába tartozott, Magyarországon a löveg űrmérete alapján nehézharckocsinak nevezték. 1943 nyarától került a csapatokhoz. A harckocsigyártás Magyarországon 1944 őszi leállásáig körülbelül 180 újabb Turánt adtak át. Bár erősebb volt elődjénél, mind fegyverzet, mind védettség tekintetében elmaradt ellenfeleitől. A hatásosabb hosszú csövű 75 mm-es löveggel ellátott, javított változatának, a 43M Turánnak csak a prototípusa készült el 1944-ben. 
Fennmaradt példány csak a Moszkva melletti kubinkai harckocsimúzeumban található.

## Galéria

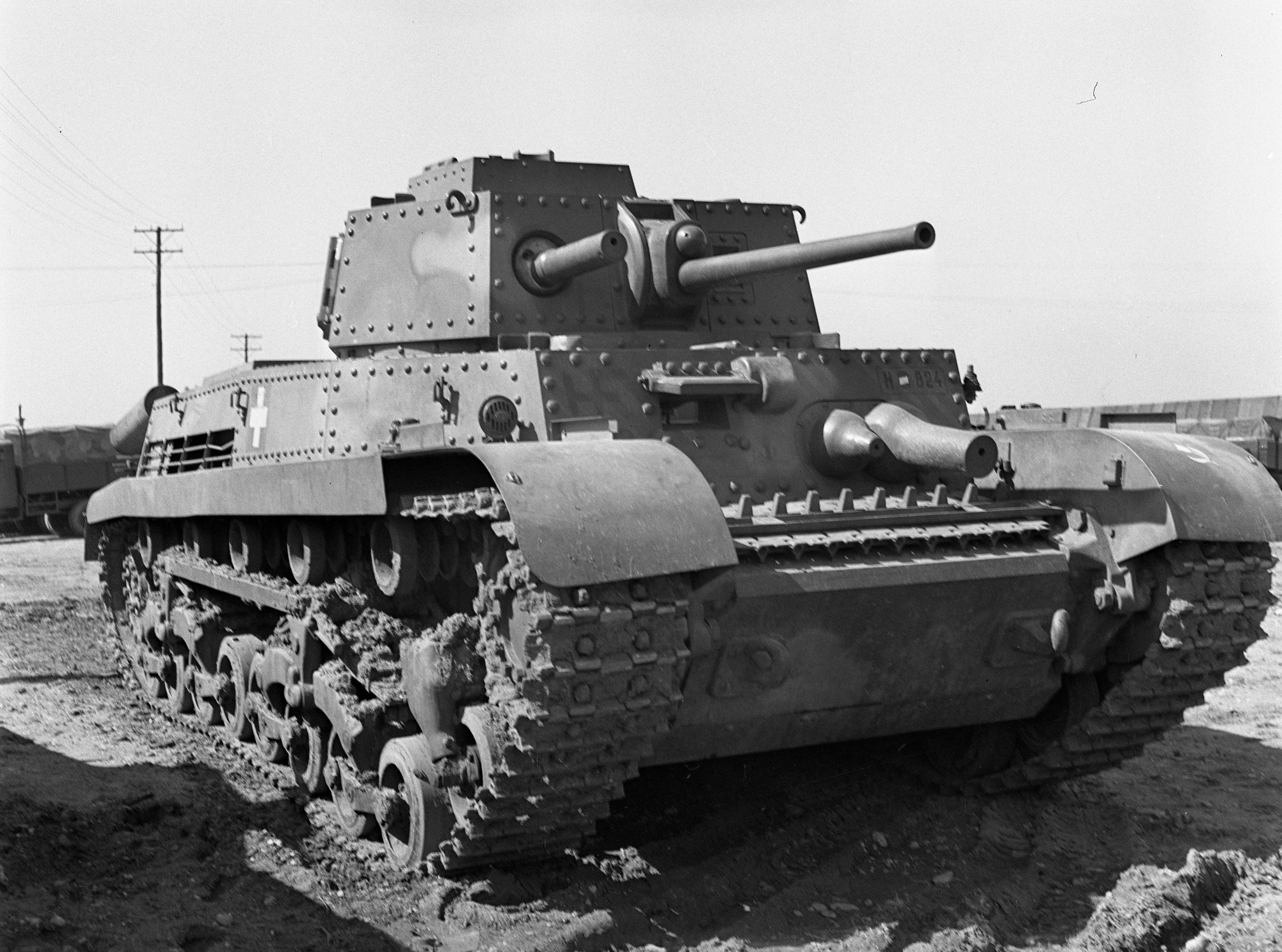
Turán I a Magyar Királyi Honvéd gépkocsiszertár udvarán. (Budapest, Mátyásföld)
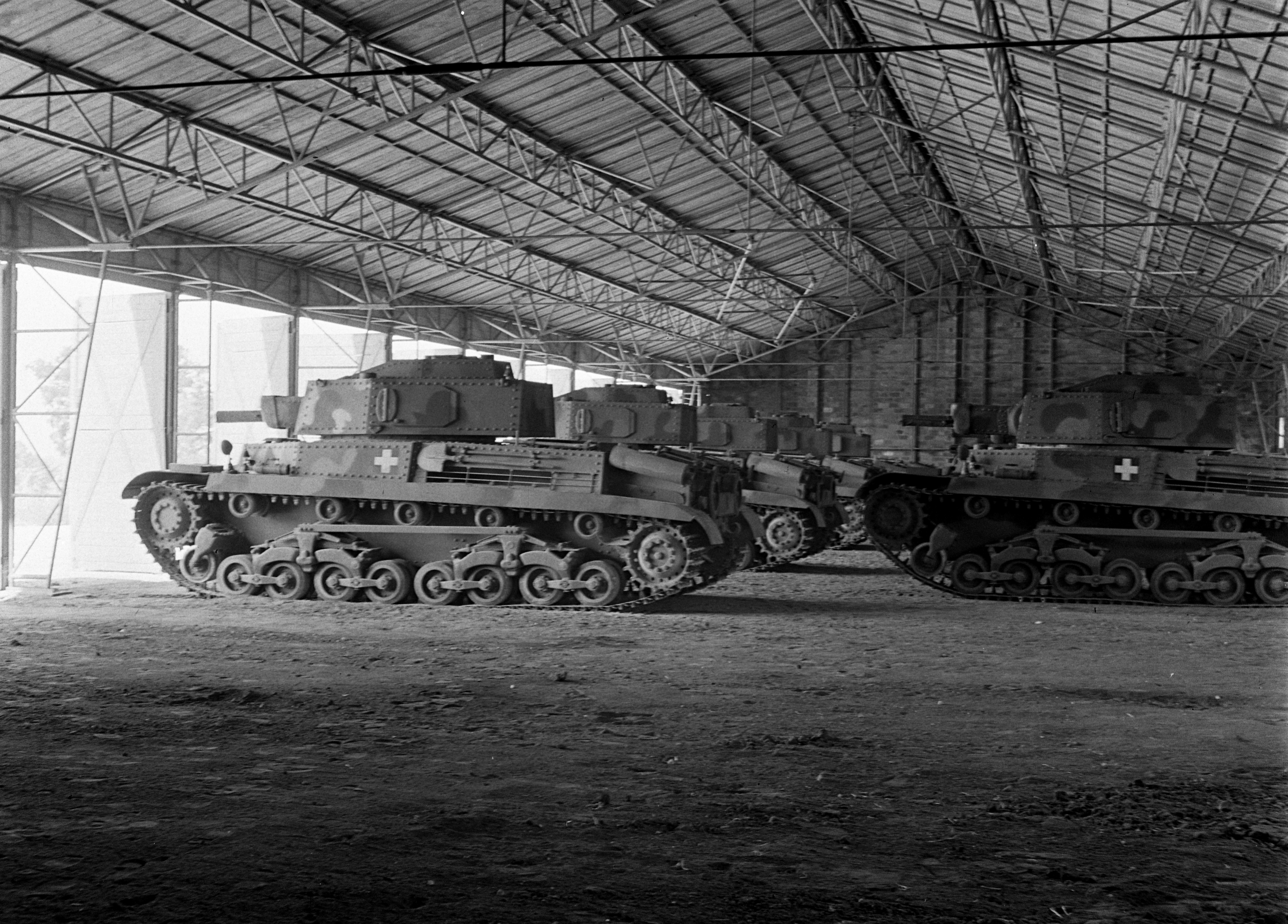
Turán II tankok a Magyar Királyi Hadsereg raktárában, Mátyásföldön, 1943.
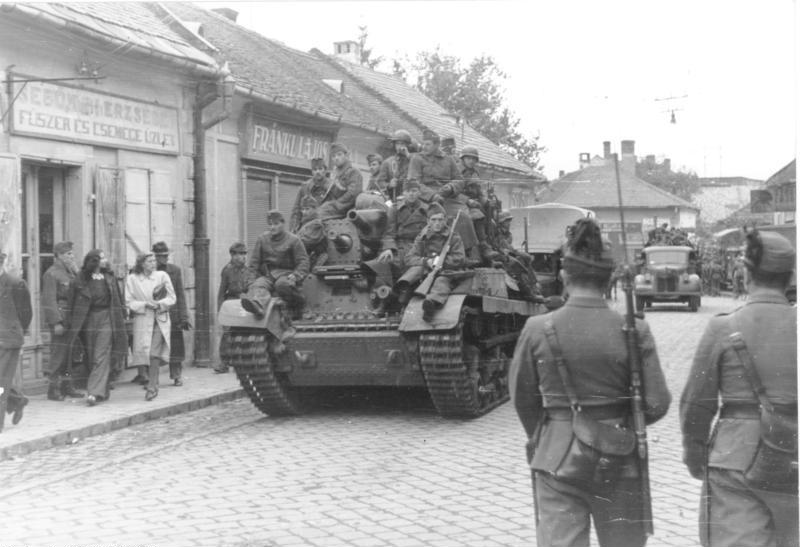
Romániából visszavonuló magyar csapatok Turán II-esen, Tokaj, 1944 augusztus.
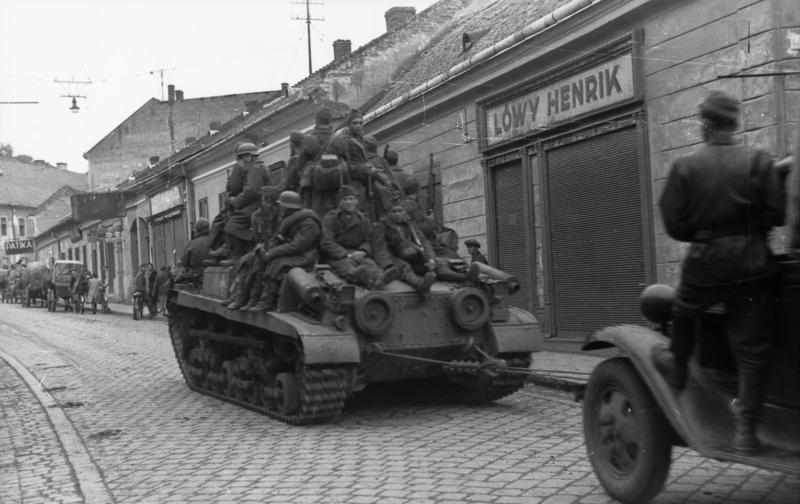
Romániából visszavonuló magyar csapatok Turán II-esen, Tokaj, 1944 augusztus.
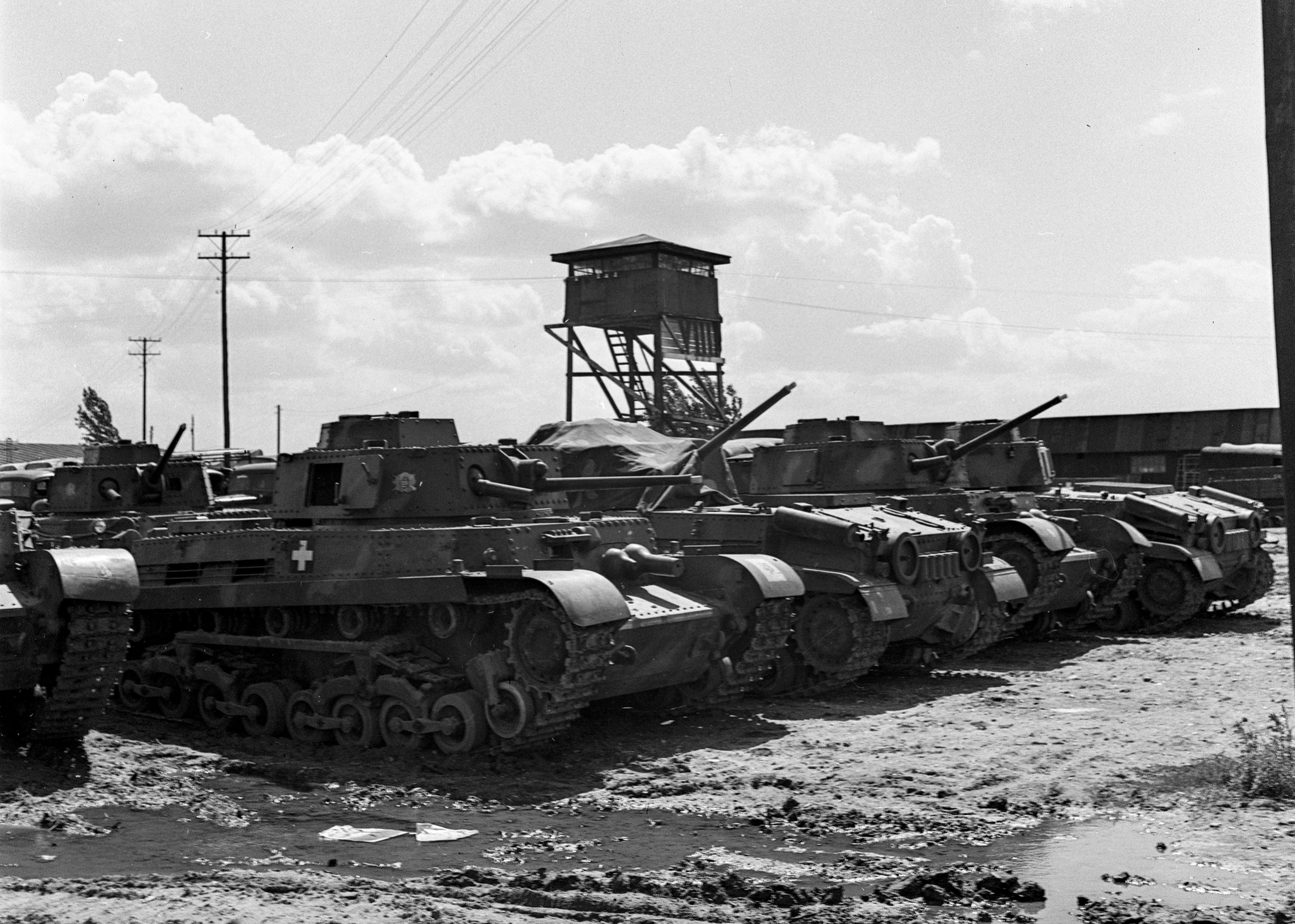
Turán típusú harckocsik a Magyar Királyi Honvéd gépkocsiszertár udvarán (Budapest, Mátyásföld).
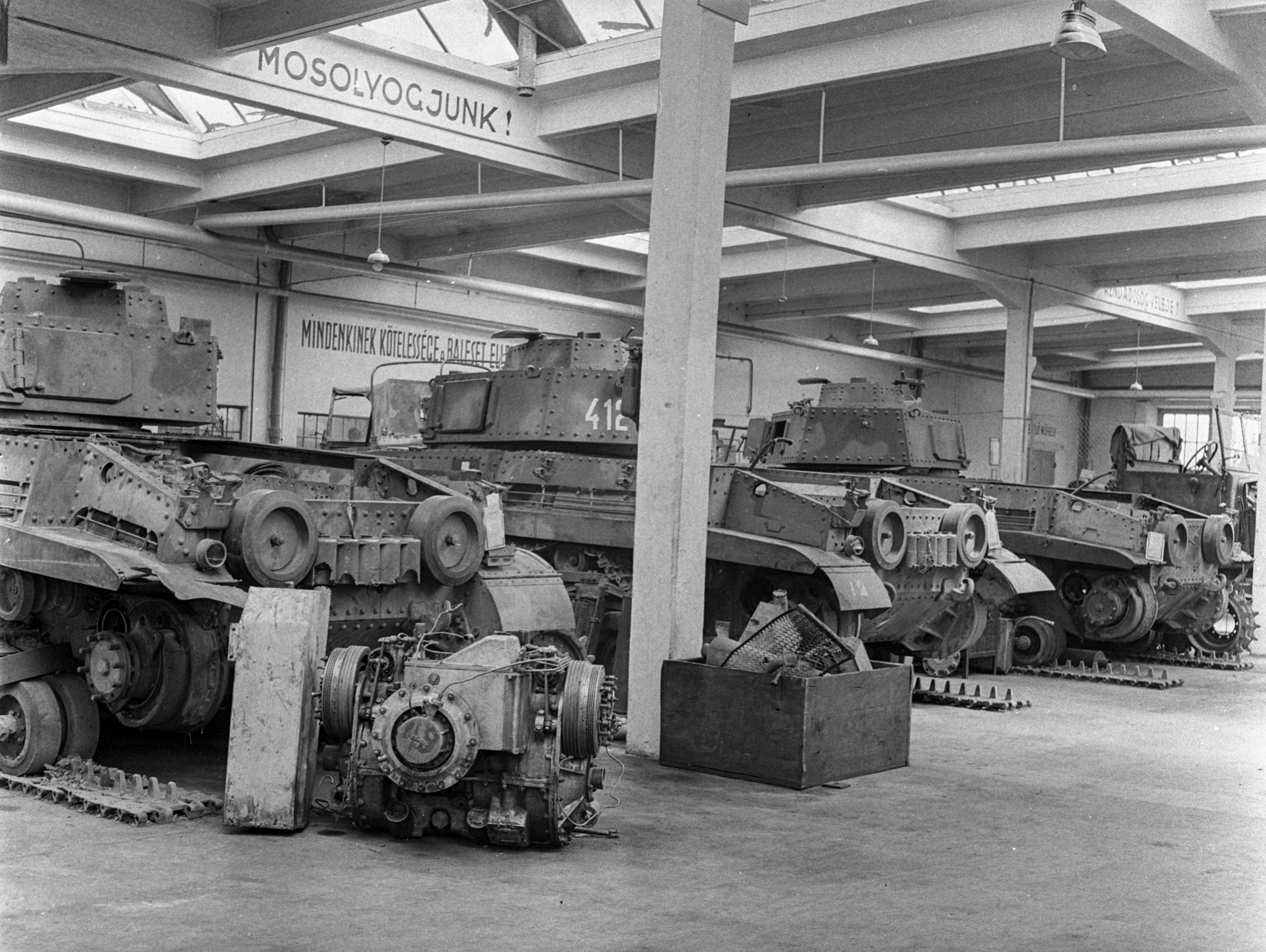
Magyar Királyi Honvéd gépkocsiszertár javító műhelye (Budapest, Mátyásföld).

## Lásd még
- 4-es típusú közepes harckocsi
- Mk VI Crusader
- Panzerkampfwagen IV